# Austrian Airlines

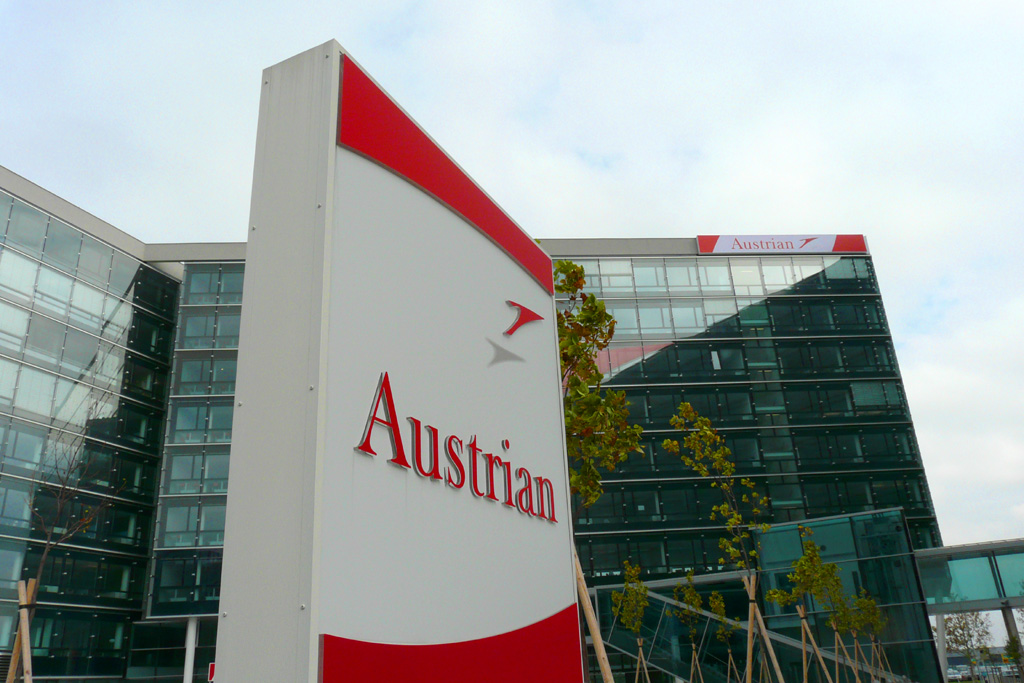
Het hoofdkantoor van Austrian

Austrian Airlines is de grootste Oostenrijkse luchtvaartmaatschappij en voert vluchten uit vanaf de luchthaven Wenen.
Austrian Airlines is lid van Star Alliance.
Deze groep werd in september 2009 opgekocht door Lufthansa, waardoor de luchtvaartmaatschappij met vele andere maatschappijen tot de Lufthansa Group behoort.

## Geschiedenis
De maatschappij werd opgericht op 30 september 1957. Op 31 maart 1958 vertrok de eerste vlucht van Austrian Airlines om 08u30 van Wenen naar Londen met een Vickers Viscount 779.
Op 26 september 1960 stortte een Vickers Viscount 837 van Austrian Airlines neer tijdens de landing op Luchthaven Sjeremetjevo bij de Russische hoofdstad Moskou. Van de 37 inzittenden overleefden er 31 het ongeluk niet.
In december 2008 werd bekendgemaakt dat Lufthansa een aandelenbelang van 41,6% in Austrian Airlines zal overnemen van Österreichische Industrieholding Aktiengesellschaft ("ÖIAG"). In februari 2009 volgde een openbaar bod op alle andere aandelen. Austrian airlines was toen de grootste luchtvaartmaatschappij van Oostenrijk. Het had verder de dochtermaatschappijen Lauda Air en Tyrolean Airways in handen en een minderheidsbelang van 22,5% van Ukraine International Airlines. Het was al lid van de Star Alliance. Op 3 september 2009 werd Austrian Airlines ingelijfd door Lufthansa. 

## Vloot
De vloot van Austrian Airlines bestond op september 2024 uit volgende toestellen.
| Vliegtuigtype           | Totaal | Bestellingen | Passagiers | Passagiers | Passagiers | Passagiers | Opmerkingen |
| Vliegtuigtype           | Totaal | Bestellingen | B          | P          | E          | Totaal     | Opmerkingen |
| ----------------------- | ------ | ------------ | ---------- | ---------- | ---------- | ---------- | --- |
| Airbus A320-200         | 29     | —            | var        | —          | var        | 174        | Eén toestel in retro kleurenschema (OE-LBP) Eén toestel in Star Alliance kleurenschema (OE-LBX)                               |
| Airbus A320-200         | 29     | —            | var        | —          | var        | 180        | Eén toestel in retro kleurenschema (OE-LBP) Eén toestel in Star Alliance kleurenschema (OE-LBX)                               |
| Airbus A320neo          | 5      | —            | var        | —          | var        | 180        | Eén toestel in Less noise. Less CO₂. #makechangefly stickers (OE-LZN)                                                         |
| Airbus A321-100         | 3      | —            | var        | —          | var        | 200        | — |
| Airbus A321-200         | 3      | —            | var        | —          | var        | 200        | — |
| Boeing 767-300ER        | 3      | —            | 24         | 30         | 157        | 211        | Allemaal uitgerust met winglets. Gedeeltelijk uitgefaseerd. Wordt vervangen door Boeing 787-9 Dreamliner vanaf 2026           |
| Boeing 777-200ER        | 6      | —            | 32         | 40         | 258        | 330        | Zullen vloot gaan verlaten vanaf 2028, worden vervangen door de Boeing 787-9 Dreamliner.                                      |
| Boeing 787-9 Dreamliner | 2      | 9            | 26         | 21         | 247        | 294        | Eén toestel volledig wit (OE-LPL). Huidige twee toestellen komen van Bamboo Airways. Vijf toestellen komen over van Lufthansa |
| Boeing 787-9 Dreamliner | 2      | 9            | n.n.b.     | n.n.b.     | n.n.b.     | n.n.b.     | Vier toestellen worden nieuw geleverd vanaf 2028.                                                                             |
| Embraer 195             | 17     | —            | var        | —          | var        | 120        | Eén toestel in Star Alliance kleurenschema (OE-LWH)                                                                           |
| Totaal                  | 68     | 9            |            |            |            |            | |